# Karel de Jong
Karel Jacobus de Jong (Middelburg, 22 maart 1875 – Haarlem, 5 november 1952) was een Nederlands docent en pianist.
Hij was zoon van muziekonderwijzer Abraham de Jong en Bertha Bernardina Leupen. Hijzelf was getrouwd met Clara van Geldere. Broer August Karel de Jong was eveneens musicus.
Hij kreeg eerst een opleiding in de wetenschap aan de Latijnse School/het Stedelijk Gymnasium te Middelburg en de Rijksuniversiteit Utrecht. De muzikale opleiding werd verzorgd door vader Abraham de Jong, Henri Vink in Dordrecht en Ferruccio Busoni in Berlijn. Hij werd leraar aan de HBS en het gymnasium in Sneek en later aan het gymnasium in Amersfoort. Ondertussen gaf hij concerten in diverse Nederlandse steden en gaf les aan de Maatschappij tot Bevordering der Toonkunst te Amsterdam, waar hij onder andere Daniel Ruyneman opleidde. Later gaf hij ook les aan de muziekschool in Haarlem.
K.J. de Jong was jarenlang (1925-1947) muziekrecensent in van het Haarlems Dagblad. Karel de Jong speelde in de periode 1901 tot en met 1908 vier keer als solist bij het Concertgebouworkest onder dirigenten als Willem Mengelberg en Martin Heuckeroth. In 1932 was hij nog een keer te horen in het Concertgebouw in het werk Les Djinns van César Franck onder leiding van Eduard van Beinum. In april en mei 1942 gaf hij in de tuin concerten in de tuin van het Concertgebouw met de complete uitvoering van de pianosonates van Ludwig van Beethoven.